# Staffeleggbach (Sissle)
Der Staffeleggbach ist ein rund 10 km langer Bach im Kanton Aargau, der bei Frick von links und Süden in die Sissle mündet.

## Geographie

### Verlauf

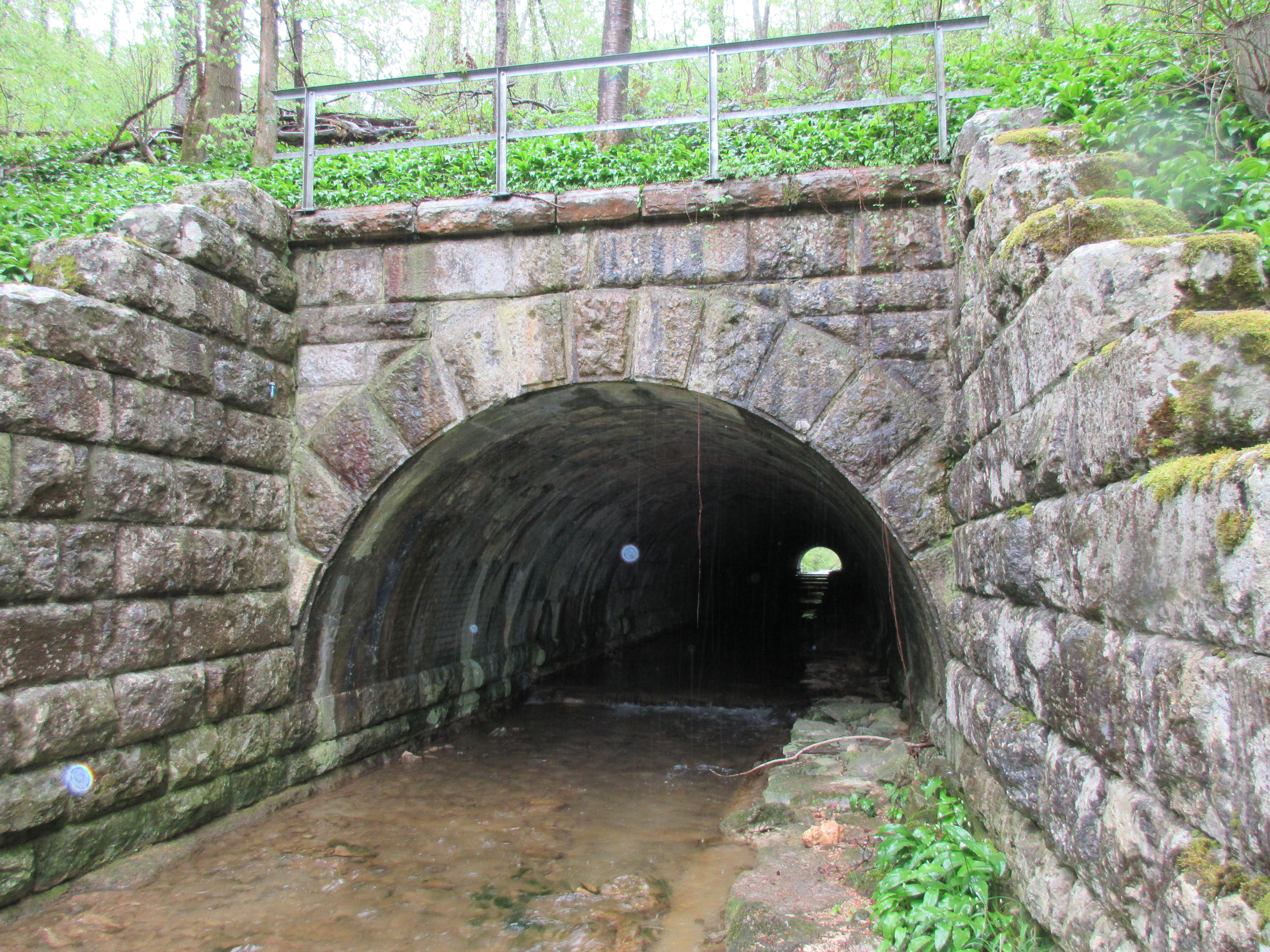
Staffeleggbachtunnel durch den Eisenbahndamm

Der Staffeleggbach entspringt auf dem Gemeindegebiet von Densbüren nördlich-unterhalb der Passhöhe Staffelegg und läuft durchweg in etwa nördlicher Richtung. Er fliesst durch die Brunnematt und neben der Gipsi nach Asp. Dort münden der Orthaldebach und der Asperbach aus Seitentälern in ihn. Durch ein enges Tobel, in dem das Zauggebächli einmündet, fliesst er in das Dorf Densbüren, wo früher neben dem Bach die alte Mühle betrieben wurde. Hier fliessen das Strihebächli und der Zelglibach, das Bodebächli und der Ofebüelbach in den Staffeleggbach. Unter der Burgruine Urgiz steht am Staffeleggbach die alte Sägerei. Nach Densbüren kommt der Strihehofbach in das Tal und der Staffeleggbach fliesst im Bezirk Laufenburg durch Herznach und durch Ueken. In Herznach mündet das Mosebächli und der Zihlbach in ihn und in Ueken der Startlebach, der Schnäggletebach und der Täufletebach. Er fliesst unter dem Damm der Eisenbahnlinie zum Bözberg und unter der Kantonsstrasse hindurch und mündet östlich von Frick bei der Autobahn A 3 in die Sissle.

### Einzugsgebiet
Das 20,94 km² grosse Einzugsgebiet des Staffeleggbachs liegt im Schweizer Jura und wird durch ihn über die Sissle und den Rhein zur Nordsee entwässert.
Es grenzt
- im Osten an das Einzugsgebiet des Zeiherbachs, der in die Sissle  mündet;
- im Südosten an das des Talbachs, der in die Aare mündet,
- im Süden an das des Horenbachs, der in den Aabach mündet;
- im Südwesten an das des Aabachs direkt, der in die Aare mündet und
- im Westen an das des Wölflinswiler Bachs, der über den Bruggbach in die Sissle entwässert.

Das Einzugsgebiet besteht zu 41,8 % aus bestockter Fläche, zu 49,7 % aus Landwirtschaftsfläche, zu 8,3 % aus Siedlungsflächen und zu 0,3 % aus unproduktiven Flächen.
Flächenverteilung
Die mittlere Höhe des Einzugsgebietes beträgt 538,2 m ü. M., die minimale liegt bei 358 m ü. M. und die maximale bei 855 m ü. M.

### Zuflüsse
- (Bach aus dem) Rippistal (rechts), 0,1 km[3]
- (Bach aus dem) Hüchle (rechts), 0,2 km[3]
- (Bach vom) Getterhof (links), 0,3 km[3]
- Brunnenmattbächli (links), 0,3 km[3]
- (Bach aus der) Schür (rechts), 0,2 km[3]
- Mosenbächli (rechts)
- Hübelmattbächli (rechts)
- Gipsi (rechts)
- Orthaldenbach (rechts)
- Asperbach (links)
- Zaugebächli (rechts)
- Strihenbächli (links)
- Zelglibach (rechts)
- Ofenbüelbach (links)
- Bodenbächli (rechts)
- Striehöfbach (links)
- (Bach aus dem) Langloch (rechts)
- Moosenbächli (rechts)
- Zihlbach (links)
- Startlebach (links)
- Schnäggletenbach (rechts)
- Hübstelbächli (links)
- Leemet (links)
- Teufletebach (links)
- (Bach aus) Hinter Hüsere (links)
- Schupfletebach (rechts)
- Jörnebächli (links)

## Hydrologie
Bei  der Mündung des Staffeleggbachs in die Sissle beträgt seine modellierte mittlere Abflussmenge (MQ) 320 l/s. Sein Abflussregimetyp ist pluvial jurassien und seine Abflussvariabilität beträgt 24.